# Segnespass
Segnespass är ett bergspass i Schweiz.   Det ligger i kantonen Graubünden, i den östra delen av landet, 130 km öster om huvudstaden Bern. Segnespass ligger 2 753 meter över havet.
Terrängen runt Segnespass är huvudsakligen bergig. Segnespass ligger uppe på en höjd. Närmaste större samhälle är Domat, 19,8 km öster om Segnespass. 
Trakten runt Segnespass består i huvudsak av gräsmarker. Runt Segnespass är det ganska glesbefolkat, med 47 invånare per kvadratkilometer.